# ジム・ハウザー
ジェームス・アダム・ハウザー（James Adam Heuser, 1984年3月30日 - ）は、アメリカ合衆国イリノイ州スプリングバレー出身の元プロ野球選手（投手）。

## 経歴

### アメリカ球界時代
2003年のMLBドラフトで、オークランド・アスレチックスから27巡目（全体812位）で指名されて入団。
マイナーリーグではAA級に昇格したのが最高でメジャー経験はなく、2009年7月10日にアスレチックスを自由契約となった。退団後はアメリカ独立リーグであるアトランティックリーグのランカスター・バーンストーマーズでプレーした。
2010年は、アトランティックリーグのヨーク・レボリューションとランカスター・バーンストーマーズでプレーした。
2011年は、球団には所属せず、ジョージア州立大学で太陽エネルギーや水力発電などの自然エネルギーを学んでいた。

### 楽天時代
2012年、東北楽天ゴールデンイーグルスの春季キャンプに参加し、同球団の入団テストを受けた。2月29日に育成選手として契約したことが発表された。
リリーフ左腕投手が片山博視しかいないというチーム事情もあり、オープン戦で高評価を得たことから、3月29日付けで支配下登録された。ルイス・ガルシアが夫人の出産で帰国したのを受け、4月3日に早速一軍登録され、翌4月4日の対ソフトバンク戦で8回から救援で一軍初登板を果たし、1回を無失点に抑え、初ホールドを挙げた。この年は58試合に登板し、被打率は1割台、22ホールドの好成績を挙げた。
2013年は先発に配置転換され、日本シリーズでも先発登板したが、シーズンを通しては2勝2敗、防御力6.03と安定感を欠き、シーズン終了後に球団から翌年の契約を結ばないことが発表された。

### 楽天退団後
2014年は、左肩痛、右腕骨折と故障が続いたため、所属球団がないまま母国アメリカでリハビリとトレーニングを続けていた。その後11月に行われた楽天の秋季キャンプに元同僚のケニー・レイと共に参加した。

### 楽天復帰
2015年1月26日に、レイと共に楽天と契約合意した事が発表された。背番号は97となった。
2015年は、一軍登板の機会がないまま、7月29日にウエーバー公示の手続が行われ、戦力外となった。

## プレースタイル・人物
左のダイナミックなサイドスローから最速158km/hの速球を投げ込む。
2012年の左打者に対しての被打率は.160と左打者キラーである。

## 詳細情報

### 年度別投手成績
| 年 度     | 球 団     | 登 板 | 先 発 | 完 投 | 完 封 | 無 四 球 | 勝 利 | 敗 戦 | セ 丨 ブ | ホ 丨 ル ド | 勝 率 | 打 者 | 投 球 回 | 被 安 打 | 被 本 塁 打 | 与 四 球 | 敬 遠 | 与 死 球 | 奪 三 振 | 暴 投 | ボ 丨 ク | 失 点 | 自 責 点 | 防 御 率 | W H I P |
| --------- | --------- | ----- | ----- | ----- | ----- | -------- | ----- | ----- | -------- | ----------- | ----- | ----- | -------- | -------- | ----------- | -------- | ----- | -------- | -------- | ----- | -------- | ----- | -------- | -------- | ------- |
| 2012      | 楽天      | 58    | 0     | 0     | 0     | 0        | 1     | 2     | 1        | 22          | .333  | 192   | 48.1     | 33       | 3           | 15       | 0     | 4        | 29       | 2     | 1        | 17    | 17       | 3.17     | 0.99    |
| 2013      | 楽天      | 22    | 5     | 0     | 0     | 0        | 2     | 2     | 0        | 3           | .500  | 172   | 37.1     | 42       | 4           | 19       | 0     | 3        | 32       | 1     | 2        | 29    | 25       | 6.03     | 1.63    |
| 通算：2年 | 通算：2年 | 80    | 5     | 0     | 0     | 0        | 3     | 4     | 1        | 25          | .429  | 364   | 85.2     | 75       | 7           | 34       | 0     | 7        | 61       | 3     | 3        | 46    | 42       | 4.41     | 1.27    |

- 2013年度シーズン終了時
- 各年度の太字はリーグ最高

### 記録
NPB
- 初登板・初ホールド：2012年4月4日、対福岡ソフトバンクホークス2回戦（日本製紙クリネックススタジアム宮城）、8回表に5番手で救援登板、1回無失点
- 初奪三振：2012年4月8日、対オリックス・バファローズ3回戦（京セラドーム大阪）、8回裏に後藤光尊から空振り三振
- 初セーブ：2012年5月1日、対埼玉西武ライオンズ2回戦（西武ドーム）、9回裏1死に4番手で救援登板・完了、2/3回無失点
- 初勝利：2012年5月16日、対広島東洋カープ1回戦（MAZDA Zoom-Zoom スタジアム広島）、9回裏1死に3番手で救援登板、1回2/3を無失点
- 初先発：2013年8月27日、対オリックス・バファローズ16回戦（京セラドーム大阪）、5回2失点（自責点1）で敗戦投手

### 背番号
- 123 （2012年シーズン開幕前）
- 53 （2012年 - 2013年）
- 97 （2015年）